# Cornberg
Cornberg est une municipalité allemande située dans le land de la Hesse et l'arrondissement de Hersfeld-Rotenburg.